# 阿拉伯羊舌鮃
阿拉伯羊舌鮃（学名：Arnoglossus arabicus）為輻鰭魚綱鰈形目鰈亞目鮃科的其中一種，其种加词“arabicus”意为“阿拉伯的”。分布於西印度洋亞丁灣至阿曼南部海域，棲息深度83-220公尺，體長可達10.5公分，棲息在底層水域，生活習性不明。